# Dunkelmantel-Ameisenwürger
Der Dunkelmantel-Ameisenwürger (Thamnophilus palliatus, Syn.: Lanius palliatus),  zählt innerhalb der Familie der Ameisenvögel (Thamnophilidae) zur Gattung Thamnophilus.
Die Art kommt in Bolivien, Brasilien und Peru vor.
Das Verbreitungsgebiet umfasst tropischen oder subtropischen feuchten Tiefland- und Bergwald, gerne zwischen 1000 und 2200 m Höhe.
Der lateinische Artzusatz kommt von lateinisch pallium ‚Mantel‘.
 
Früher wurde die Art als konspezifisch mit dem Feinstreifen-Ameisenwürger (Thamnophilus tenuepunctatus) angesehen.

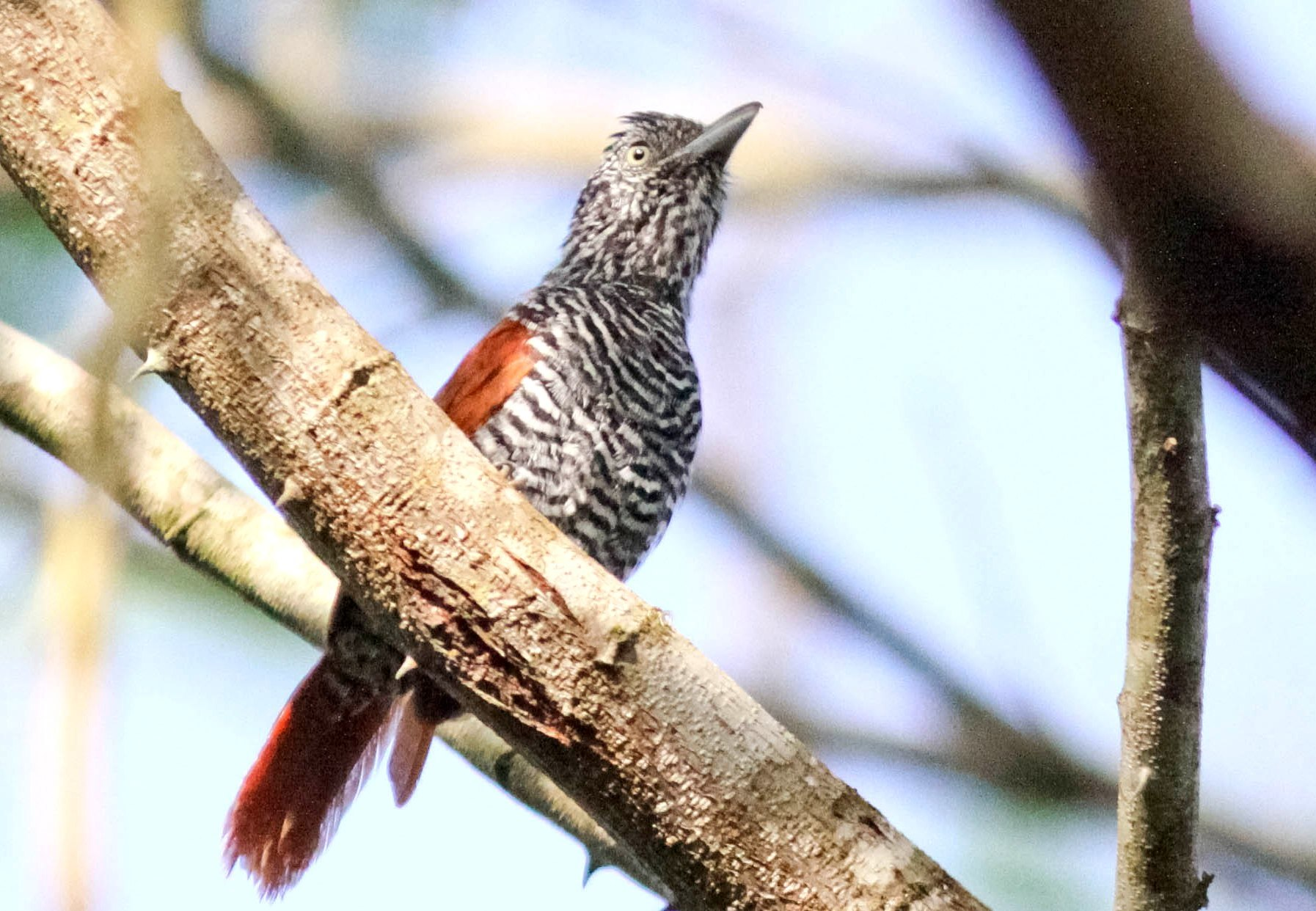
Weibchen

## Merkmale
Der Vogel ist etwa 16 bis 17 cm groß und wiegt zwischen 26 und 28 g. Die Iris ist gelb, der kräftige Schnabel ist auf der Oberseite dunkel-, auf der Unterseite hellgrau und hat einen kleinen Haken an der Spitze. Das Männchen hat eine schwarze Haube, die Stirn ist weiß gepunktet, Oberseite, Flügel und Schwanz sind rotbraun, alles andere einschließlich Bürzel ist schwarz-weiß gestreift. Die Flanken haben eine leichte rotbraune Färbung. Das Weibchen unterscheidet sich durch eine kräftig rotbraune Haube, breitere weiße Querbänderung auf der Unterseite und mehr Rotbraun an den Flanken. Bei Jungvögeln ist noch mehr rotbraune Färbung vorhanden.

## Geografische Variation
Es werden folgende Unterarten anerkannt:
- T. p. palliatus (Lichtenstein, 1823), Nominatform – Nordostbrasilien
- T. p. vestitus (Lesson, 1831) – Ostküste Brasiliens
- T. p. puncticeps P. L. Sclater, 1890 – Südostperu, Nordbolivien und Westbrasilien
- T. p. similis J. T. Zimmer, 1933 – Peru

## Stimme
Der Gesang wird als mäßig lange,  schneller werdende Tonfolge von gleichartigen, höher werdenden Tönen beschrieben, die auf einem längeren, betonten, abfallenden Laut enden.

## Lebensweise
Die Nahrung besteht aus Insekten, die meist einzeln oder als Paar im Dickicht und dichtem hängendem Bewuchs meist oberhalb von 6 m oberhalb des Erdbodens gesucht werden.
Die Brutzeit liegt in Brasilien zwischen Oktober und Januar. Das Gelege besteht aus zwei creme- bis rötlichweißen Eiern mit unregelmäßigen violetten, rotbraunen oder dunkelbraunen Flecken.

## Gefährdungssituation
Der Bestand gilt als nicht gefährdet (Least Concern).